# Marta Kostyuk
Marta Olehivna Kostyuk (em ucraniano: Марта Олегівна Костюк; nascida em 28 de junho de 2002) é uma tenista ucraniana. Ela teve a classificação mais alta de sua carreira de 16ª em simples, conquistada em 17 de junho de 2024, e a 27ª posição mundial em duplas, conquistada em 8 de maio de 2023.

## Vida pregressa e antecedentes
Marta é filha de Oleh Kostyuk e sua esposa, Talina Beiko. Seu pai era o diretor técnico da Antey Cup, um torneio de tênis juvenil em Kiev; sua mãe era uma tenista profissional que alcançou o recorde de sua carreira no ranking WTA de Nº 391, e ganhou um título de US$ 10k em sua cidade natal, Kiev, em 1994, e representou um time de tênis ucraniano. Seu tio Taras Beyko também é tenista aposentado. Marta é irmã da tenista universitária Mariya Kostyuk, que competiu pela Chicago State University e pela Southeast Missouri State University. Marta é prima dos jogadores profissionais de futebol Vadym Slavov e Myroslav Slavov e da ginasta Oksana Slavova.
Kostyuk começou a jogar tênis ainda jovem no Antey Tennis Club, no lado oeste de Kiev, treinada por sua mãe. Ela descreveu sua experiência inicial no tênis aos cinco anos: "Minha mãe sempre trabalhou muito como treinadora e, na primeira vez que fui às quadras para treinar, entendi que se começasse a jogar tênis, poderia passar mais tempo com minha mãe. Então essa foi minha motivação - se eu jogasse tênis, estaria com ela com mais frequência". Ela também foi treinada por seu tio materno Taras Beiko, que jogou pela URSS e Ucrânia no final dos anos 1980 e início dos anos 1990.

## Carreira

### 2015–2017
Em dezembro de 2015, Marta venceu a competição "até 14 anos" chamada Orange Bowl, na Flórida. No mês seguinte, ela ganhou o Les Petits As de 2016 em Tarbes, França, em simples e duplas (com Kamilla Bartone [en]).
Em janeiro de 2017, Kostyuk venceu o campeonato de simples feminino juvenil do Australian Open. Em maio, ela ganhou um torneio ITF em Dunakeszi (Hungria) sem perder um set, tornando-se a mais jovem ucraniana a ganhar um título profissional de simples. Em setembro, ela conquistou o título de duplas femininas juvenil no US Open, jogando com Olga Danilovic. Em outubro, ela ganhou o torneio feminino juvenil de final de ano, o ITF Junior Masters em Chengdu, China.
Em 30 de outubro de 2017, Kostyuk alcançou o segundo lugar no ranking mundial juvenil, o mais alto da carreira.

### 2018–2019: Estreia no Grand Slam e duas primeiras vitórias, primeiras quartas de final do WTA

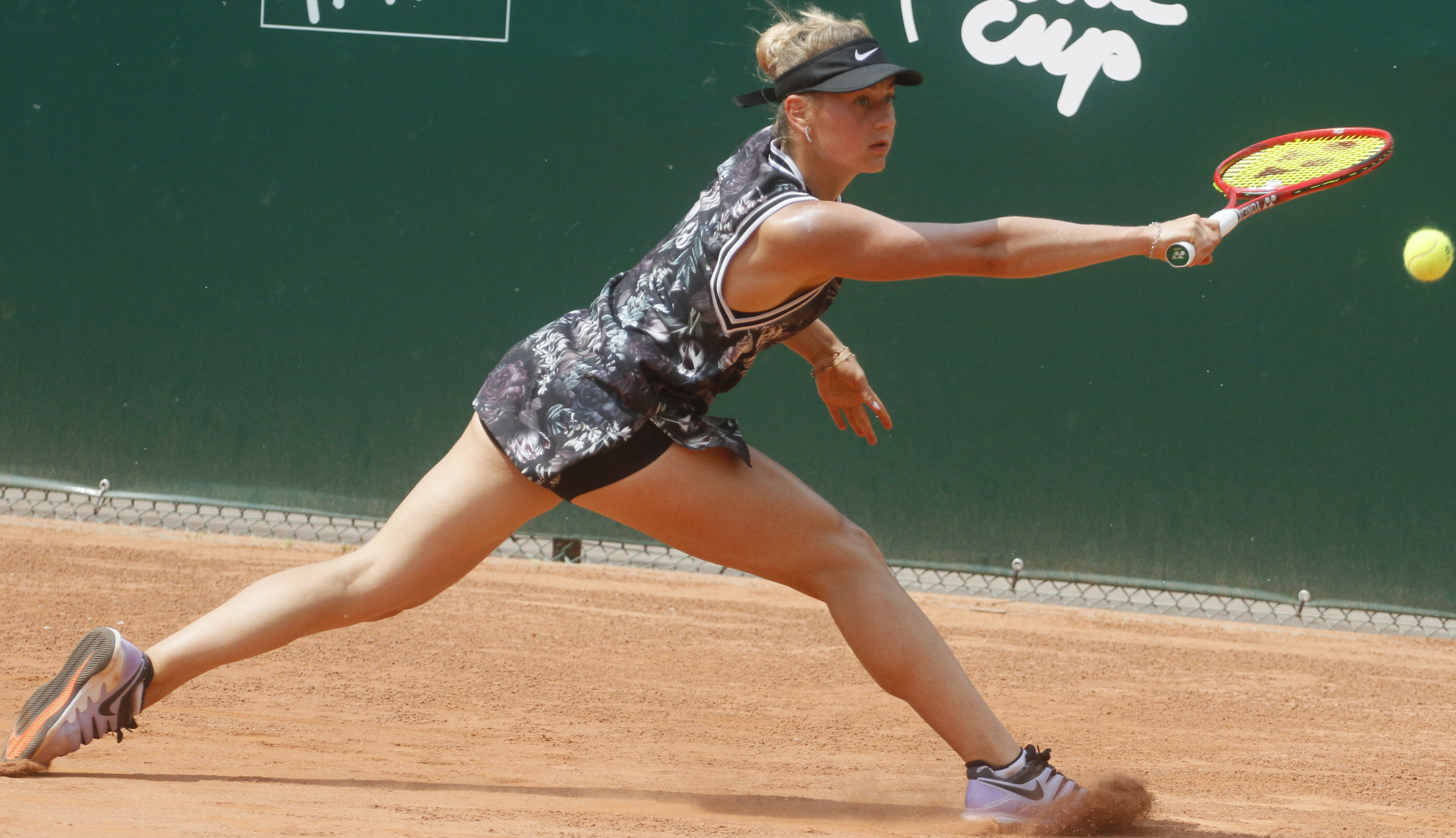
Kostyuk na en de 2019.

Kostyuk fez sua estreia na chave principal no Australian Open. Tendo recebido um "wild card" no torneio qualificatório, ela derrotou Arina Rodionova, Daniela Seguel e Barbora Krejcíková para se tornar a primeira jogadora nascida em 2002 a jogar na chave principal de um Grand Slam. Ao derrotar Peng Shuai na primeira rodada, Kostyuk se tornou a jogadora mais jovem a vencer uma partida da chave principal em Melbourne desde Martina Hingis em 1996. Na segunda rodada, ela derrotou a "wild card" australiana Olivia Rogowska em dois sets. Ao fazer isso, ela se tornou a jogadora mais jovem a chegar à terceira rodada de um evento do Grand Slam desde que Mirjana Lucic-Baroni [en] alcançou o mesmo estágio no US Open de 1997. No entanto, ela caiu na terceira rodada para a quarta "cabeça de chave" e compatriota Elina Svitolina.
Kostyuk venceu o Burnie International, um torneio de US$ 60k na Austrália, em fevereiro de 2018, e chegou à final do Zhuhai Open [en], também um torneio de US$ 60k, em março, mas não manteve seu nível de sucesso no resto do ano.
Em 2019, ela ganhou mais dois títulos da ITF e chegou às quartas de final do torneio Internationaux de Strasbourg vinda da qualificatória, onde perdeu para a quarta cabeça de chave Caroline Garcia.
Ela terminou a temporada em 155º lugar.

### 2020: Terceira rodada do US Open, quartas de final do Aberto da França em duplas
Em fevereiro, Kostyuk venceu o torneio de US$ 60k, Cairo Open [en]. Ela também venceu o torneio de duplas no Cairo, jogando com  Kamilla Rakhimova. Após a pausa na temporada causada pela pandemia de COVID-19, ela disputou as eliminatórias do Palermo Ladies Open, chegando à segunda fase, e passou pela qualificatória para entrar na chave principal do Aberto de Praga.
No US Open, ela venceu a ex-top 10 Daria Kasatkina, em dois sets na primeira rodada. Ela então venceu a ex-semifinalista e 31ª cabeça de chave Anastasija Sevastova. Na terceira rodada, ela enfrentou a ex-campeã e nº 9 do mundo, Naomi Osaka. Ela superou a desvantagem do primeiro set ao vencer o segundo no desempate, mas foi derrotada no terceiro.

### 2021: Primeira semifinal do WTA 500, quarta rodada do Aberto da França, estreia no top 50
No torneio WTA 500, Abu Dhabi Open ela chegou às semifinais derrotando Lucie Hradecká, Su-Wei Hsieh, Tamara Zidansek [en] e Sara Sorribes Tormo.
No Aberto da França, ela derrotou a ex-campeã do Aberto da França e 12º cabeça de chave, Garbiñe Muguruza, na primeira rodada por 6–1, 6–4. Na quarta rodada, sua melhor exibição no Grand Slam, ela foi derrotada pela defensora do título, Iga Swiatek. Kostyuk alcançou o top 50 em 1º de novembro de 2021, sua melhor classificação na carreira.

### 2022: Segunda terceira rodada do Australian Open

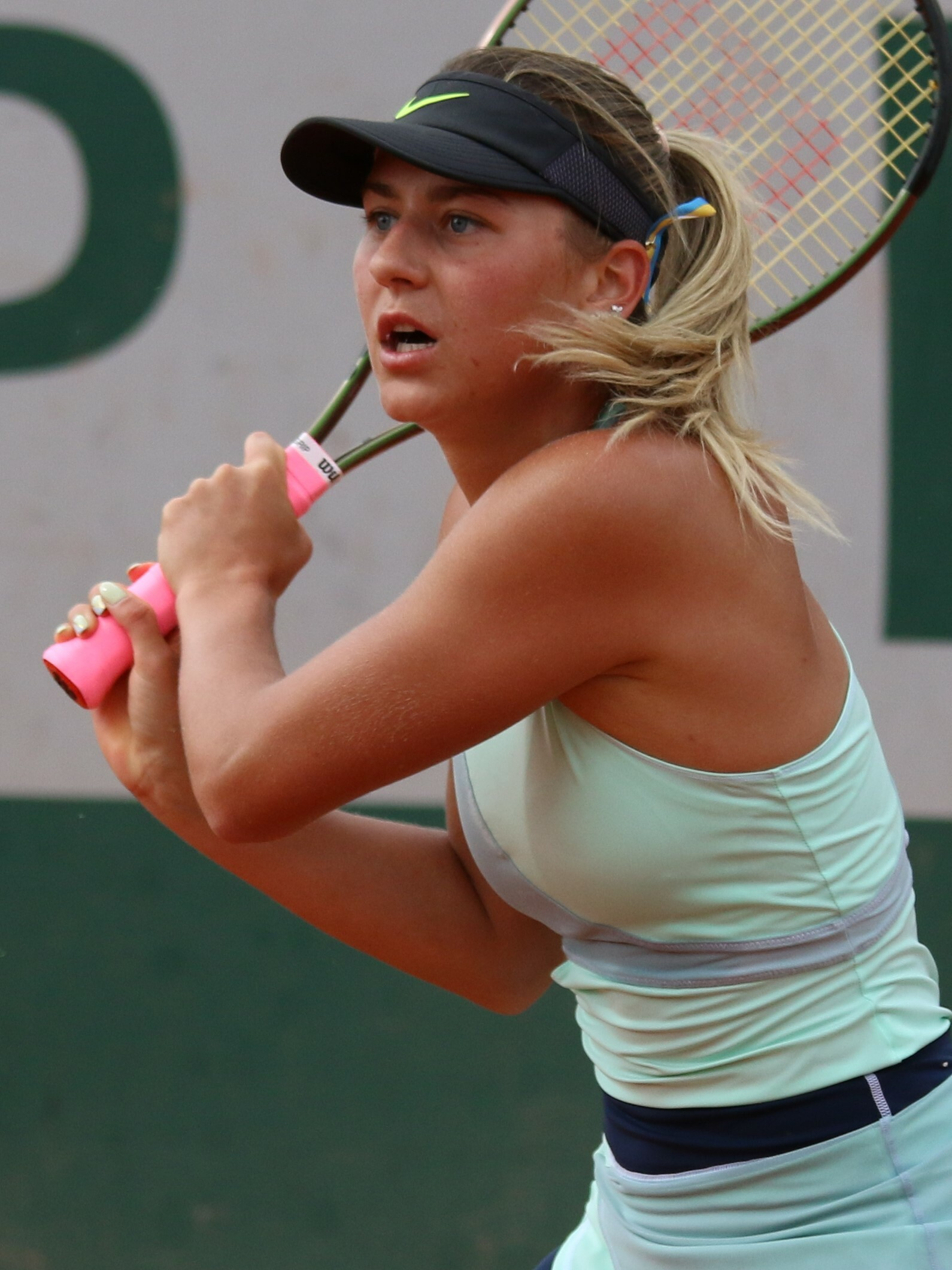
Kostyuk em Roland Garros, 2022.

No Australian Open, ela chegou à terceira rodada derrotando a 32ª cabeça de chave Sara Sorribes Tormo antes de perder para a número 6 do mundo e oitava cabeça de chave, Paula Badosa.
No Eastbourne International, ela derrotou a sétima cabeça de chave Barbora Krejcíková para chegar à terceira rodada.
Ela chegou às semifinais no Championnats de Granby [en], onde foi obrigada a desistir da partida contra Daria Saville devido a uma contusão no ombro.

### 2023: Primeiro título de torneio WTA e outras conquistas importantes

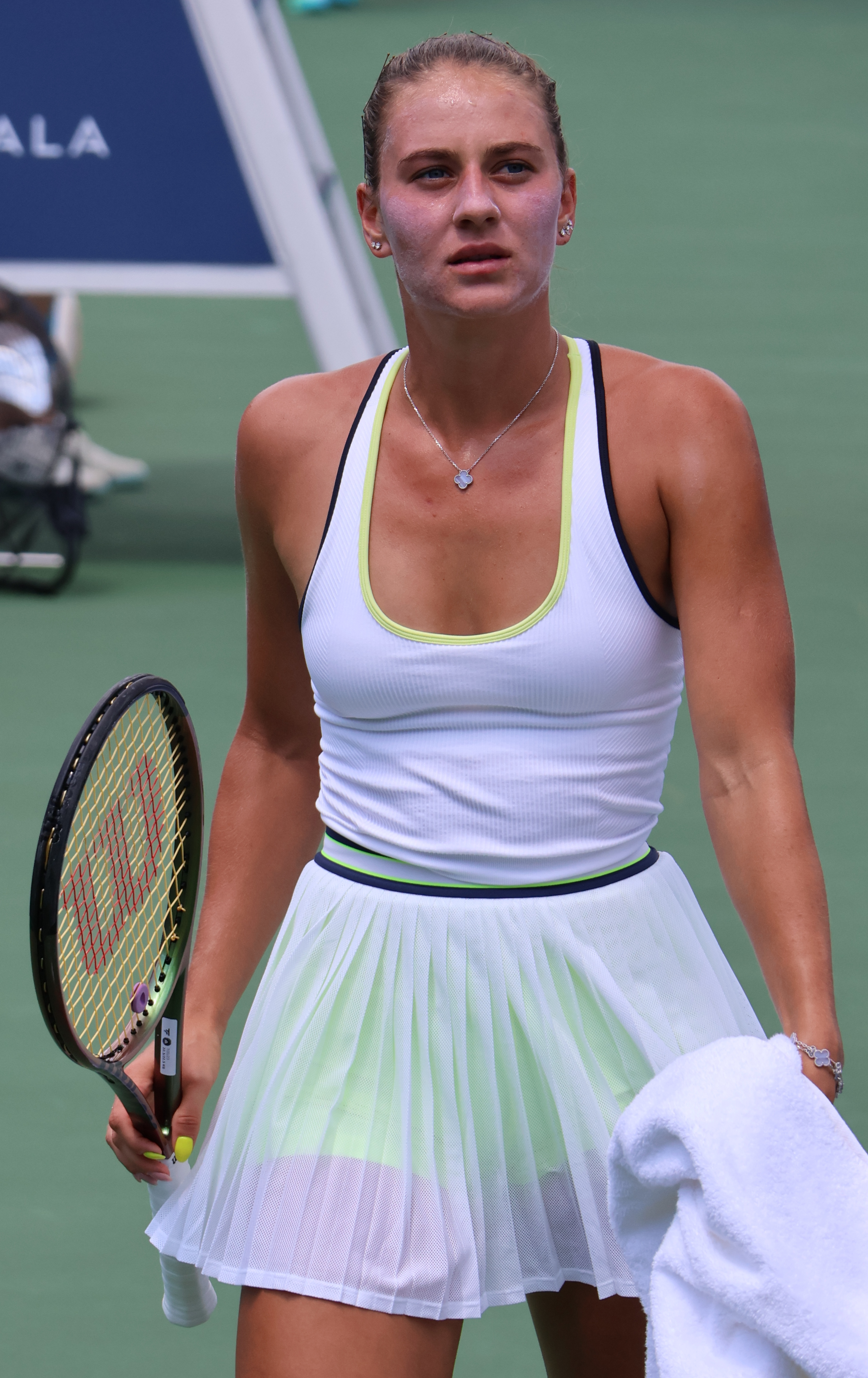
Kostyuk no DC Open, 2023.

No torneio WTA 500, Adelaide International 1, ela passou pela qualificatória e chegou às quartas de final, derrotando a então atual campeã de Wimbledon, Elena Rybakina, no caminho. Ela derrotou a 28ª cabeça de chave Amanda Anisimova e Olivia Gadecki [en] para chegar à terceira rodada no Australian Open pela terceira vez. Em duplas no mesmo torneio, ela chegou às semifinais ao lado de Elena-Gabriela Ruse. Ela alcançou sua segunda quartas de final em Hua Hin, Tailândia. No Dubai Tennis Championships, ela perdeu na segunda rodada depois de receber um "wild card" para a oitava cabeça de chave Belinda Bencic na segunda partida mais longa da temporada, após 3 horas e 27 minutos.
Em 5 de março ela venceu seu primeiro torneio WTA 250 no ATX Open inaugural em Austin, Texas, para isso, ela passou por sua terceira quartas de final da temporada derrotando Dalma Gálfi e Madison Brengle, em seguida, derrotou Anna-Lena Friedsam chegando à semifinal, quando derrotou Danielle Collins, alcançando a final, onde venceu Varvara Gracheva em dois sets (6-3, 7-5). Essa vitória a colocou entre as 40 primeiras no ranking de simples.
No Miami Open, Kostyuk venceu sua partida da primeira rodada contra Elisabetta Cocciaretto. Em seguida, foi derrotada pela russa Anastasia Potapova na segunda rodada em sets diretos.
Apesar de uma derrota na primeira rodada no Aberto da França, ela alcançou a 35ª posição no ranking.
Em Wimbledon, ela alcançou novamente a segunda rodada pelo terceiro ano consecutivo, derrotando a nº 8 do mundo, Maria Sakkari, de virada em jogo de três sets obtendo sua primeira vitória entre as dez primeiras. Na segunda rodada venceu Paula Badosa quando a oponente foi obrigada a se retirar por contusão. E encerrou sua participação na terceira rodada onde perdeu para Madison Keys em sets diretos.
De volta às quadras duras na América do norte, em Washington, Kostyuk venceu Bianca Andreescu na primeira rodada e a cabeça de chave número 2 Caroline Garcia na segunda. Porém na sequência, perdeu para Liudmila Samsonova em sets diretos. Em Montreal e Cincinnati ela perdeu na primeira rodada para  Qinwen Zheng em jogo de três sets e Jasmine Paolini em sets diretos respectivamente. Não foi diferente no US Open, onde ela perdeu para a quarta cabeça de chave Elena Rybakina em sets diretos. No torneio seguinte em San Diego, venceu Magda Linette na primeira rodada mas perdeu para Beatriz Haddad Maia em uma batalha de três sets de mais de 3 horas na segunda. Em Guadalajara, mais uma vez, passou pela primeira rodada derrotando Stacey Fung [en], mas perdeu na segunda para Jelena Ostapenko em sets diretos.
Kostyuk iniciou a temporada asiática pelo Pan Pacific Open, onde perdeu na primeira rodada para a sexta cabeça de chave Daria Kasatkina em jogo de três sets. Seu desempenho melhorou no Aberto da China, onde passou por Elisabetta Cocciaretto na primeira rodada em jogo de três sets, surpreendeu a sétima cabeça de chave Ons Jabeur com uma vitória em sets diretos na segunda, mas nas oitavas de final, perdeu para Liudmila Samsonova em um jogo duro de três sets.

### 2024: Primeira quarta de final em Major, vitória sobre Top 3, Top 20 no ranking
O primeiro compromisso de Kostyuk do ano foi o Brisbane International, onde derrotou Ana Bogdan na primeira rodada em jogo de três sets, mas perdeu para Daria Kasatkina na segunda em sets diretos. Em seguida, ela participou do Adelaide International, no qual venceu Anhelina Kalinina na primeira rodada em sets diretos, Taylor Townsend na segunda em jogo de três sets e perdeu para a "cabeça de chave" N° 6 Jeļena Ostapenko, nas quartas de final em sets diretos. Depois disso, partiu para o Australian Open. Na campanha desse Major, ela derrotou Claire Liu [en] na primeira rodada, a 25ª "cabeça de chave" Elise Mertens na segunda e Elina Avanesyan na terceira, todos esses jogos em três sets. Na quarta rodada, ela venceu Maria Timofeeva em sets diretos. Nas quartas de final, perdeu para a 4ª "cabeça de chave" Coco Gauff em um jogo de três sets muito disputado.
Prosseguindo sua campanha em quadras duras, agora no Oriente Médio, Kostyuk participou do Qatar Open, onde passou por Greet Minnen [en] na primeira rodada em jogo de três sets e perdeu para Anastasia Pavlyuchenkova na rodada seguinte em sets diretos. No Dubai Tennis Championships, venceu Peyton Stearns na primeira rodada em jogo de três sets, Liudmila Samsonova na segunda em sets diretos e perdeu nas quartas de final para Sorana Cirstea, em jogo de três sets. No giro americano, ela chegou à final em San Diego, onde perdeu para Katie Boulter em jogo de três sets. Em Indian Wells, ela chegou à semifinal, onde perdeu para a cabeça de chave N° 1. Iga Swiatek em sets diretos.
Kostyuk iniciou a temporada em quadras de saibro no Porsche Tennis Grand Prix onde venceu Laura Siegemund na primeira rodada, Qinwen Zheng na segunda e Coco Gauff na terceira, todos esses jogos em três sets, na semifinal, venceu Marketa Vondrousova em sets diretos para chegar à final contra a cabeça de chave N° 4 Elena Rybakina. Na final, Kostyuk foi derrotada em sets diretos, ficando com o vice-campeonato. Ela não conseguiu manter o bom desempenho em Madri, onde perdeu seu jogo de estreia para Mayar Sherif em sets diretos. E o mesmo aconteceu em Roma, onde perdeu seu jogo de estreia para Naomi Osaka em sets diretos. Já no Aberto da França, como cabeça de chave N° 18, venceu a vinda da qualificatória, Laura Pigossi, na primeira rodada em jogo de três sets, mas perdeu na segunda para Donna Vekić em sets diretos.
Kostyuk começou a temporada em quadras de grama participando do Nottingham Open, no qual perdeu na primeira rodada, para a compatriota, Daria Snigur, em sets diretos. Em seguida, ela participou do Berlim Ladies Open, no qual perdeu na primeira rodada, para Daria Kasatkina, em jogo de três sets. Em Wimbledon, chegou à terceira rodada quando perdeu para a cabeça de chave N° 12, Madison Keys em sets diretos. Na Olimpíada, chegou até as quartas de final, perdendo para a cabeça de chave N° 13, Donna Vekic em jogo de três sets.
De volta às quadras duras na América do norte, Kostyuk participou do Aberto do Canadá, chegando às oitavas de final onde perdeu para a cabeça de chave N° 8, Emma Navarro, em sets diretos. Em seguida, no Cincinnati Open, também chegou às oitavas de final, onde perdeu para a cabeça de chave N° 1, Iga Swiatek, em sets diretos. No US Open, chegou à terceira rodada onde perdeu para a cabeça de chave N° 13, Emma Navarro, em jogo de três sets.
Kostyuk iniciou o giro asiático pelo Korea Open, onde chegou às quartas de final que perdeu para a cabeça de chave N° 4, Diana Shnaider, em sets diretos. No China Open, como cabeça de chave N° 14, ficou de bye na primeira rodada mas perdeu seu jogo de estreia para Katie Volynets em sets diretos.